# Paragalerhinus rubidgei
Paragalerhinus rubidgei és una espècie extinta de sinàpsid de la família dels gorgonòpids que visqué durant el Permià superior en allò que avui en dia és el sud d'Àfrica. Se n'han trobat restes fòssils a la província sud-africana del Cap Oriental. Es tracta de l'única espècie reconeguda del gènere Paragalerhinus. És conegut a partir d'un crani fragmentari i un os dental. El nom genèric Paragalerhinus significa 'al costat de Galerhinus' i es refereix al gènere que originalment contenia aquesta espècie, actualment en desús com a resultat del trasllat de les espècies que incloïa a altres gèneres.